# بوكلاريوس

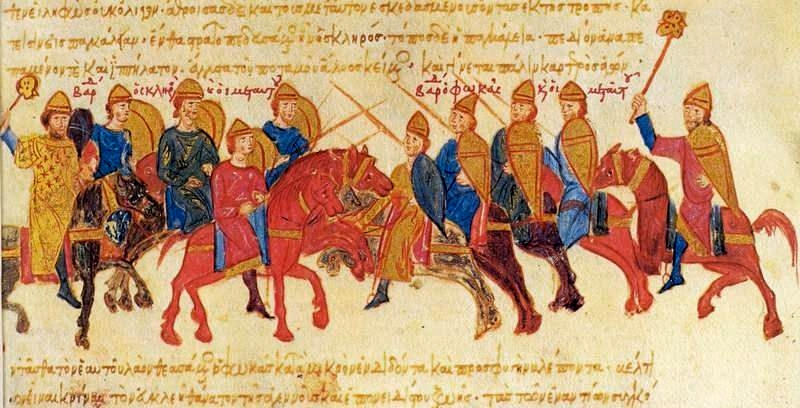

بوكلاريوس أو بوكيلاريوس أو بوشيلاريوس Bucellarius (أيضا buccelarius أو buccellarius ؛. الجمع: bucellarii، buccelarii أو buccellarii) يعني عضوا في قوات الحرس الخاص وتسمى كذلك القوات البيتية (من حماية البيت)التي كانت موجودة في أواخر الفترة الرومية (تكون عادة محمولة)، والتي تضم قادة جيش أفراد وأحيانًا أيضا أفراد ليسوا من الجيش.

## الاسم
كلمة بوكلاريوس bucellarius مشتقة من بوكا bucca اللاتينية المتأخرة (تعني عضة) أو بوكلا buccella (لقمة، خبز). وفقًا للمؤرخ أوليمبيودوروس من طيبة Olympiodoros von Theben، فقد عرف بها الجنود بالعامية منذ زمن الإمبراطور هونوريوس (حوالي 400) بسبب تفضيلهم هذا الطعام  ولكن الاسم يظهر أيضًا في نوتيتيا دينيتاتوم Notitia dignitatum الرسمية. في الأصل كانوا فقط حراس شخصيين وليسوا بالضرورة محصورين بالجيش.

## الأصل والتطور
```
قد تكون بدايات هذه القوات ناجمة جزئيًا عن مجموعات الأتباع الجرمانية، والتي تسللت إلى الجيش الإمبراطوري في أواخر العصر الروماني. ومع ذلك، فإن الأبحاث القديمة منذ سيك Otto Seeck بالغت في هذا الجانب، حيث أن ظاهرة البوكلاري 
bucellarii كانت
 موجودة في جميع أنحاء الإمبراطورية. بالإضافة إلى ذلك، كانت القوات الخاصة موجودة في العهد الجمهوري، كما يظهر من مثال 
بومبيوس الكبير
. بشكل عام، اتخذت الأبحاث مؤخرًا موقفًا أكثر تمايزًا بشأن مشكلة «همجية» الجيش الإمبراطوري وتعتبر العديد من الظواهر اليوم رومانية الأصل، والتي كانت تُنسب سابقًا إلى التأثير الجرماني. 
```

حجم فرق القوات التي تتألف من البوكلاري، التي كان لديها أيضا نظام ثابت الترتيب، يمكن أن يكون كبير في العدد. ويفترض أن القائد البيزنطي بيليساريوس فيالقرن السادس كان لديه أكثر من 7000 بوكلاريوس  وقبله وبدرجة أقل كان لدى كل من ستيليكو وأيتيوس قوات بيتية من هذا القبيل. حتى وقت هونوريوس، كانت هذه القوات تتألف فقط من الرومان، ولكن في الفترة التالية خدم المرتزقة الأجانب في كثير من الأحيان في مثل هذه الفرق.
ومع ذلك، كانت هناك العديد من المشكلات المرتبطة بالبوكلاري : فمثل هذه الزبونية لأفراد عسكريين تمثل خطراً لا يستهان به على سلطات الدولة. في سياق هجرة الشعوب، التي أضعفت فيها الدولة الرومية الغربية أكثر فأكثر، مكّن البوكيلاري قادة الجنود الطموحين من اتباع سياساتهم الخاصة في كثير من الأحيان (انظر مثال أيتيوس). مارست فرق من البوكيلاري في الصراعات الداخلية في الإمبراطورية الرومية الغربية في القرن الخامس دورا هاما على راعيهم والقائد. وكم واحدة من هذه الفرق مثلت تهديدا ملموسا للإمبراطور أمر مثير للجدل في الأبحاث الحديثة.
كان لملاك الأراضي الأثرياء، مثل الأبيون Apion في مصر، جيوش خاصة حقيقية على ممتلكاتهم الواسعة. على ما يبدو، كان الموجودين في البلد مصدرًا رئيسيًا للتجنيد، وهو ما يفسر لماذا في البداية ليس فقط الأفراد العسكريون، ولكن أيضًا الأفراد المدنيون يمكنهم تجنيد البوكيلاري. دفعت الزيادة في عدد هذه القوات الخاصة، والتي انتهكت بالفعل القانون بشكل واضح،  الإمبراطور الرومي الشرقي ليو الأول حوالي عام 460  إلى منع الأفراد المدنيين على وجه التحديد من قتناء هذه الفرق. واسثني من القانون بوكيلاري كبار الضباط الامبراطوريين في الجيش الرومي الشرقي، في القرن السادس كان لا يزال اسنخدام فرق البوكيلاري في الحملات واستخدامها هناك كفرق نخبة أضافية؛ حتى حوالي عام 580، لم يتم دفع رواتبهم من الخزينة الإمبراطورية، ولكن من قبل قادتهم؛ في عهد الإمبراطور موريكيوس على أبعد تقدير، تم دمجهم في الجيش النظامي ومن ثم دفعت لهم الدولة. من بقايا بوكيلاري أسس في القرن 8 ثيمة بوكلاريون Thema Bukellarion .
حتى في الدول الجرمانية التي خلفت الرومية الغربية، استمر وجود البوكيلاري بعد سقوط الرومية الغربية. لذلك حتى في إمبراطورية القوط الغربيين ، تم الاعتراف بهم قانونًا بالكامل كمؤسسة خاصة. تظهر من بين أشياء أخرى في الأحلاف الفرانكية، والتي في أوئل العصور القديمة المتأخرة (الأنتيك المتأخر: القرن الخامس / السادس) كالدولة الميروفينجية التي على ما يبدو بقيت تجهز وتنظم بطريقة مشابهة للقوات الرومية. من المحتمل أن يكون هؤلاء البوكيلاري قد لعبوا دور الوساطة بين المؤسسات العسكرية الرومية المتأخرة و «الإقطاعات» الجرمانية المبكرة من القرون الوسطى، على الرغم من أن العديد من المشاكل في التفاصيل تجعل التصنيف الدقيق أمرًا صعبًا.

## أدبيات
- Okko Behrends
- هانز يواكيم ديزنر: ذا بوسيلاريوم من ستيليكو وساروس إلى أتيوس (454/55) . In: Klio 54، 1972، pp. 321-350.
- JHWG Liebeschuetz : نهاية الجيش الروماني في الإمبراطورية الغربية . في: Ders.: رفض والتغيير في العصور القديمة المتأخرة . الدرشوت 2006، الفصل 10 (يتم ترقيم مجموعة المقالات وفقًا لأرقام الصفحات الأصلية للمقالات).
- أوليفر شميت: ذا بوسيلاري. دراسة للجيش تتبع في العصور القديمة المتأخرة. In: Tyche 9، 1994، pp. 147-174.

## هوامش
1. ↑  Vgl. شارل دو كانج: Glossarium ad scriptores mediae et infimae Latinitatis. Bd. 1, Frankfurt a. M. 1710, Sp. 703f., online؛ Codex Theodosianus 14, 17, 5. "نسخة مؤرشفة". مؤرشف من الأصل في 2007-11-05. اطلع عليه بتاريخ 2020-03-01.{{استشهاد ويب}}:  صيانة الاستشهاد: BOT: original URL status unknown (link)
2. ↑  Olympiodoros, Fragment 7.
3. ↑  Notitia dignitatum omnium, tam civilium quam militarium, in partibus Orientis 7: Comites catafractarii Bucellarii iuniores.
4. ↑  Siehe كلاوديانو بيزيرا دا سيلفا, In Rufinum, 2, 76f. Der Begriff wurde in der Forschung recht unterschiedlich interpretiert, siehe zusammenfassend Behrends, S. 28ff.
5. ↑  Prokopios von Caesarea, bella, 7, 1.
6. ↑  Vgl. Liebeschuetz, Kapitel 10, S. 269.
7. ↑  Itzhak F. Fikhman: Wirtschaft und Gesellschaft im spätantiken Ägypten: Kleine Schriften. Hrsg. von Andrea Jörgens. Steiner, Stuttgart 2006, S. 125f.
8. ↑  Vgl. Behrends, S. 29.
9. 1 2  Sogenannte lex Iulia de vi publica seu privata
10. ↑  مدونة جستنيان 9, 12, 10.
11. ↑  Behrends, S. 29.
12. ↑  Dies legt zumindest Prokopios, bella, 5, 12, nahe.